# Емелич
Емелич — река в Томской области России, протекает в северо-восточном направлении по территории Парабельского и Бакчарского районов. Устье реки находится в 167 км от устья Кёнги — правой составляющей реки Парабели по левому берегу. Длина — 195 км, площадь водосборного бассейна — 2070 км². Населённых пунктов на реке нет. Притоки — Осиновая, Горелая, Малый Емелич.

## Данные водного реестра
По данным государственного водного реестра России относится к Верхнеобскому бассейновому округу, водохозяйственный участок реки — Обь от впадения реки Кеть до впадения реки Васюган, речной подбассейн реки — Кеть. Речной бассейн реки — (Верхняя) Обь до впадения Иртыша.